# Friedrich Flohr
Friedrich Flohr (Wolfenbüttel, 20 de fevereiro de 1927 – 1 de outubro de 2010) foi um matemático alemão.
Flohr estudou na Universidade Técnica de Braunschweig a partir de 1946 e depois na Universidade de Freiburgo, onde passou no exame estatal em 1951 e foi Wissenschaftlicher Mitarbeiter até 1955. De 1955 a 1958 trabalhou como professor na Baixa Saxônia e desde 1958 foi assistente na Universidade Técnica de Karlsruhe. Obteve um doutorado em 1959 em Karlsruhe, orientado por Martin Barner, com a tese Elementar beweisbare Holomorphie- und Integrabilitätskriterien. A partir de 1963 foi Conselheiro Acadêmico, a partir de 1966 foi Conselheiro Acadêmico Superior e a partir de 1974 foi Conselheiro Científico e Professor da Universidade de Freiburgo.
Com Barner é autor de um livro de análise em dois volumes.

## Obras
- com Martin Barner: Analysis. 2 Volumes, de Gruyter, Berlim 1974 (Volume 1, 5. Edição. ISBN 3-11-016778-6, doi:10.1515/9783110854770; Volume 2, 3. Edição. ISBN 3-11-015034-4, doi:10.1515/9783110808896).
- com Martin Barner, Ulrich Graf: Darstellende Geometrie. 12. Edição, Quelle und Meyer, Heidelberg 1991.